# Pacov
Pacov är en stad i Tjeckien.   Den ligger i regionen Vysočina, i den centrala delen av landet, 80 km sydost om huvudstaden Prag. Pacov ligger 559 meter över havet och antalet invånare är 5 145.
Terrängen runt Pacov är huvudsakligen platt, men norrut är den kuperad. Runt Pacov är det glesbefolkat, med 18 invånare per kvadratkilometer. Närmaste större samhälle är Pelhřimov, 16,6 km öster om Pacov. Trakten runt Pacov består till största delen av jordbruksmark.